# Järveküla (Rae)
Järveküla is een plaats in de Estlandse gemeente Rae, provincie Harjumaa. De plaats heeft de status van dorp (Estisch: küla).

## Bevolking
Het dorp had 986 inwoners op 31 december 2011 en 2880 inwoners op 31 december 2021.

## Ligging
Järveküla betekent ‘Meerdorp’. Het dorp ligt ten zuidoosten van het Ülemistemeer (Estisch: Ülemiste järv). Het dorp ligt echter niet rechtstreeks aan het meer; de oevers horen bij de wijk Ülemistejärve van de stad Tallinn.